# ザ・テキサス・レンジャーズ
『ザ・テキサス・レンジャーズ』（原題：The Highwaymen）は、2019年に配信されたアメリカ合衆国の犯罪映画。実在の犯罪者カップルであるボニーとクライドを、彼らを追いつめたテキサス・レンジャーの視点で描いている。Netflixオリジナル映画。ジョン・リー・ハンコック監督。

## ストーリー
1934年、2年にも及ぶ追跡にも拘わらず、当局は連続強盗犯のボニーとクライドを逮捕することができず、刑務所から仲間を奪回されてしまう。業を煮やしたテキサス州犯罪取締部の部長、リー・シモンズは州知事のミリアム・ファーガソンを説き伏せ、FBIとは別に、数年前に解散させられていたテキサス・レンジャーの元捜査官フランク・ヘイマーを雇う。ファーガソン州知事はリーの提案を渋々受け入れる。当初、家族と静かに暮らすことを願っていたフランクは断ろうとするが、ボニーとクライドがミズーリ州で引き起こした銃撃戦についてのニュースを聞き、敢えて引き受けることにする。その後、かつてのフランクの相棒で酒におぼれ、生活苦に陥っていたメイニーが相棒となる。フランクはメイニーに運転を任せようとしない。
この2年、FBIはボニーとクライドの関係者の電話を盗聴している。フランクとメイニーはその記録に目を通し、二人は車で故郷のダラスへと向かうと確信する。ダラスに到着した後、2人はボニーの母親の家にガラス瓶を投げつける男性とその瓶を拾う少年の姿を目撃する。不審に思った2人は少年を追いかけるが、逃げられてしまう。そこに来たFBI捜査官は、クライドはブラウンズビルに潜伏している可能性が高いと言い、引退したレンジャーは追跡から手を引くべきだという。
罵倒されたことで発奮した2人は、ボニーとクライドの子供時代からの友人で顔を識別できるテッド・ヒントン保安官代理に会いに行き、ヒントンに同行を願う。2人はヒントンがボニーの射殺を躊躇う可能性を心配する。翌日、3人はボニーとクライドが警察官2人を射殺したと聞き、事件現場を調査する。フランクはその残虐さに驚くとともにボニーが白いウサギを伴っていることを知る。ヒントンは家族へのプレゼントだろうという。
フランクとメイニーはヒントンを置いて管轄外のオクラホマ州へと向かう。道中、立ち寄ったガソリンスタンドの店員がボニーとクライドに共感的な発言をしたため、激怒したフランクは店員に銃を突き付ける。店員は、ボニーとクライドが移民向けのキャンプに向かったと告白する。キャンプで2人は、少女に会い、ボニーとクライドは来たが今はいない、と聞く。捜索中、2人はラジオを通して20マイル先でボニーとクライドがまたしても警察官を殺したことを知る。2人は現場へと急行するが、オクラホマ州は管轄外であるために、現場に入ることすらできない。苛立つフランクは、ボニーとクライドがカンザス州のコフィーヴィルで物資を補給するはずだと考えて向かう。ボニーとクライドをコフィーヴィルで見つけるが、群衆が2人を取り囲んで歓声を上げたために発砲できない。やむなく、フランクとメイニーは町の外でボニーとクライドを待ち伏せするが、ボニーとクライドは道路を大きく外れ、砂地へと逃走する。大量の砂塵の中で、2人はボニーとクライドの車を見失ってしまう。
翌日、フランクとメイニーはダラスに戻り、ウサギがボニーの家族に届けられたことを知る。クライドの父親のヘンリーに会う。ヘンリーは息子が生きては戻らないことを予期し、逃走を終わらせてくれと頼む。
その後、フランクはメイニーの発案で、ボニーとクライドの知り合いのウェイドという囚人を釈放するようリーに掛け合う。フランクが酒場でウェイドから情報を聞き出している頃、メイニーは酒場のトイレでボニーとクライドに肩入れする3人の男に襲撃されるが、あっさりと撃退する。翌日、ボニーが美容師に会う約束をしていると聞いた2人は、ボニーの家に張り込み、家にガラス瓶を投げつける男性とその瓶を拾う少年の姿をまたしても目撃する。2人は少年を捕まえ、瓶の中に、レンジャー2人がお前たちをつけているというメッセージを見つける。2人はウェイドが裏切ったと考えて彼の家に急行し、彼の惨殺死体を見つける。メイニーは自分を責め、フランクと口論になるが、和解して追跡を続ける。長年の経験からアウトローは故郷に帰りたがる傾向があると知る2人は、ボニーとクライドの仲間、ヘンリー・メスバンの父親アイヴィーが住むルイジアナ州のビエンビル郡に向かう。
アイヴィーの家に到着した2人はボニーとクライドの痕跡を発見する。地元の保安官が腐敗していないことを確認したのちに協力を求め、アイヴィーにも協力を迫る。アイヴィーは息子の安全を求め、ボニーとクライドが間もなく一本道で家にやってくることを漏らす。ほどなくして、ヒントン保安官とアルコーン保安官がダラスから駆けつけてくる。その夜、メイニーはかつて強盗団を皆殺しにし、逃げようとした13歳の少年も巻き添えにしたことを語る。
アイヴィーが来て、翌日ボニーとクライドが家に来るという。翌日、フランクはアイヴィーに一本道で車が壊れたふりをしてボニーとクライドを引き留めるよう命じる。計画通りにボニーとクライドがやって来て車を停める。フランクが姿を現して投降を呼びかける。だがボニーとクライドは銃を抜こうとし、待ち伏せしていたテキサス・レンジャーたちと保安官たちは車に大量の銃弾を浴びせかけて二人を殺す。
多数の穴の空いた車と二人の死体が運ばれ、群衆が集まる。AP通信からインタビューのために1000ドルを支払う申し出があるがフランクとメイニーは断る。帰る道、フランクはメイニーに運転を任せる。

## キャスト
※ 括弧内は日本語吹き替え
- フランク・ヘイマー：ケビン・コスナー（磯部勉）
- メイニー・ゴルト：ウディ・ハレルソン（内田直哉）
- リー・シモンズ：ジョン・キャロル・リンチ（楠見尚己）
- テッド・ヒントン：トーマス・マン（下川涼）
- ミリアム・ファーガソン：キャシー・ベイツ（小宮和枝）
- グラディス・ヘイマー：キム・ディケンズ
- ヘンリー・バロウ：ウィリアム・サドラー
- ヘンリー・メスバン：W・アール・ブラウン
- ジョン・クイン：デヴィッド・ファー
- ウェイド・マクナヴ：ジョシュア・カラス
- ボニー・パーカー：エミリー・ブロブスト
- クライド・バーロウ：エドワード・ボッセルト
- その他の日本語吹き替え：中村綾／岡井カツノリ／松井暁波／金城大和／こばたけまさふみ／斎藤寛仁／俊藤光利／臼木健士朗／小林達也／豊田茂／岸本百恵／須田祐介／村田遥

日本語版スタッフ：演出：宇出喜美、翻訳：桜井裕子、制作：ブロードメディア・スタジオ

## 製作
2005年、映画プロデューサーのケイシー・シルヴァーがジョン・フスコの脚本『The Highwaymen』の映画化を模索し始めた。フスコは主演にポール・ニューマンとロバート・レッドフォードを起用することを念頭に置いて脚本を書き上げていた。
フスコは主人公のフランク・ヘイマーを正確に描写すべく、フランクの息子に聞き取り調査をするなど入念な下調べを行ったが、それが原因で製作の開始が大幅に遅れてしまった。少なくとも2013年頃まで、本作はユニバーサル・ピクチャーズで企画の段階にあった。
2017年6月21日、Netflixが本作の製作を引き継ぐことになり、ジョン・リー・ハンコックを監督に、ケビン・コスナーとウディ・ハレルソンを主演に起用する意向だと報じられた。2018年2月12日、本作の製作が正式に始まり、前述の3人の起用が確定したとの報道があった。同日、キャシー・ベイツとキム・ディケンズがキャスト入りした。

### 撮影・音楽
本作の主要撮影は2018年2月12日にルイジアナ州ニューオーリンズで始まり、同年3月29日に終了した。
2018年9月5日、トーマス・ニューマンが本作で使用される楽曲を手掛けるとの報道があった。2019年3月29日、本作のサウンドトラックが発売された。

## 公開・マーケティング
2018年12月10日、本作のファーストルックが公開された。2019年2月20日、本作のオフィシャル・トレイラーが公開された。3月10日、本作はサウス・バイ・サウスウェストでプレミア上映された。
配信されてから1ヶ月の間に、4000万世帯が本作を視聴した。

## 評価
Rotten Tomatoesには132件のレビューがあり、批評家支持率は57%、平均点は10点満点で5.95点となっている。サイト側による批評家の見解の要約は「『ザ・テキサス・レンジャーズ』はボニーとクライドの逃走劇を、2人を追う当局側の視点から描写している。ところが、不幸なことに、人気俳優2人を主演に起用したにも拘わらず、そのストーリーはあまり面白くない。」となっている。また、Metacriticには28件のレビューがあり、加重平均値は58/100となっている。